# Přibýška
Přibýška (německy Pribisch) je malá vesnice, část obce Kosova Hora v okrese Příbram ve Středočeském kraji. Nachází se asi tři kilometry jihozápadně od Kosovy Hory. Je zde evidováno 18 adres. V roce 2011 zde trvale žilo čtyřicet obyvatel. K místní části přísluší též samoty či osady Záduší (čp. 8, 20, 25, 26, 27, E1, E7) a Dvorek či Nový Dvorek (čp. 11, 14).
Přibýška leží v katastrálním území Janov u Kosovy Hory o výměře 3,32 km².

## Historie
První písemná zmínka o vesnici pochází z roku 1545.

## Obyvatelstvo
| Rok            | 1869 | 1880 | 1890 | 1900 | 1910 | 1921 | 1930 | 1950 | 1961 | 1970 | 1980 | 1991 | 2001 | 2011 | 2021 |
| -------------- | ---- | ---- | ---- | ---- | ---- | ---- | ---- | ---- | ---- | ---- | ---- | ---- | ---- | ---- | ---- |
| Počet obyvatel | 59   | 64   | 79   | 74   | 85   | 81   | 77   | 56   | 53   | 44   | 40   | 40   | 33   | 40   | 46   |
| Počet domů     | 10   | 10   | 9    | 10   | 12   | 12   | 14   | 14   | 14   | 11   | 10   | 13   | 18   | 17   | 19   |

## Obecní správa
Při sčítání lidu v letech 1850–1929 Přibýška byla osadou obce Kosova Hora v okrese Sedlčany. V letech 1930–1960 byla osadou obce Červený Hrádek, se kterým patřila nejprve do okresu Sedlčany, ale od roku 1960 v okrese Příbram. Od 12. června 1960 je opět částí obce Kosova Hora v okrese Příbram.